# Ashoka Empreendedores Sociais
Ashoka Empreendedores Sociais  é uma organização internacional sem fins lucrativos, com foco em empreendedorismo social, fundada na Índia por Bill Drayton em 1980.

## História
Bill Drayton foi inspirado por Mahatma Gandhi e pelo Movimento dos Direitos Civis. Drayton queria mitigar a desigualdade de renda através do empreendedorismo social.
A organização recebeu o nome do imperador Ashoka, o governante do Império Máuria durante o século III a.C.. O imperador Ashoka reconheceu o sofrimento que ele causou pela unificação de seu império e ele promoveu a tolerância religiosa e filosófica e a importância primordial da moral ao trabalhar para o público.
Atuando desde 1987 no Brasil,tem investido em empreendedores sociais, conhecidos como fellows, dentre outros. São pessoas que através de suas ideias geram mudanças dentro da sociedade em que se vive, por exemplo: Diminuição da desigualdade social.
Em 2025 contamos com mais de 500 empreendedores espalhados pelo Brasil, e superando a marca de 3.800 Ashoka Fellows em todo o mundo, em 90 países com atuação em diversas áreas, tais como saúde, educação, juventude, meio ambiente, direitos humanos, desenvolvimento econômico e participação cidadã.